# Hermann Kopetz
Hermann Kopetz (* 1943) ist österreichischer Physiker und Mathematiker, ehemaliger Professor der Technischen Universität Wien und Experte auf dem Gebiet fehlertoleranter Echtzeit-Computersysteme.

## Leben
Hermann Kopetz studierte Physik und Mathematik an der Universität Wien. 1968 promovierte er sub auspiciis praesidentis und war anschließend Assistant Professor an der University of Georgia. Nach achtjähriger Tätigkeit in der Voest-Alpine Linz und einer Professur an der TU Berlin ging er 1982 an die Technische Universität Wien.

## Wirken
Kopetz ist wirkliches Mitglied der Österreichischen Akademie der Wissenschaften sowie Mitglied im Rat für Forschung und Technologieentwicklung der österreichischen Bundesregierung. Von 1996 bis 1999 war er Vorsitzender der Arbeitsgruppe Fault Tolerant Computing der International Federation for Information Processing. Des Weiteren gründete Kopetz die TTTech Computertechnik AG, welche sich mit Datenübertragungssystemen in der Automobil- und Flugzeugindustrie befasst. Von 2008 bis 2016 agierte er als Mitglied des wissenschaftlichen Beirats der Lakeside Labs. Seit 2018 ist er im Universitätsrat der Universität Klagenfurt tätig.

## Auszeichnungen
Hermann Kopetz ist Fellow der IEEE Computer Society und wurde 2005 mit dem Technical Achievement Award ausgezeichnet. Darüber hinaus wurde ihm das Große Ehrenzeichen für Verdienste um die Republik Österreich sowie die Wilhelm-Exner-Medaille verliehen.

## Publikationen (Auswahl)
- Hermann Kopetz: Real-time Systems: Design Principles for Distributed Embedded Applications. 2. Auflage. Springer, New York u. a. 2011.
- H. Kopetz, G. Bauer: The Time-Triggered Architecture. Proceedings of the IEEE. Bd. 91, Nr. 1, 2003, S. 112–126.
- H. Kopetz, G. Grünsteidl: TTP – A Protocol for Fault-Tolerant Real-Time Systems. IEEE Computer. Bd. 27, Nr. 1, 1994, S. 14–23.